# NGC 1332

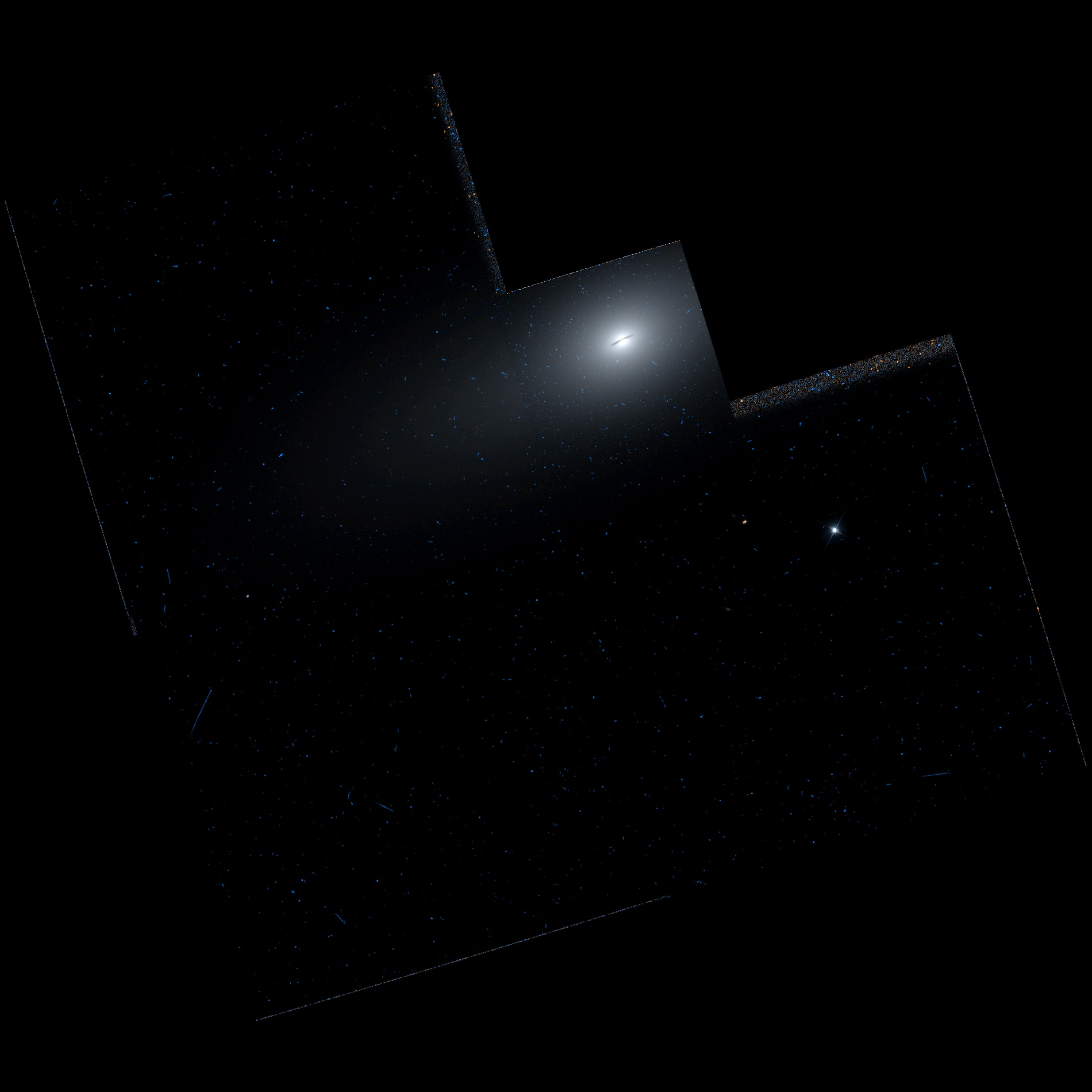
NGC 1332 par le télescope spatial Hubble.

NGC 1332 est une galaxie lenticulaire située dans la constellation de l'Éridan. NGC 1332 a été découverte par l'astronome germano-britannique William Herschel en 1784.

## Caractéristiques
Sa vitesse par rapport au fond diffus cosmologique est de 1 483 ± 11 km/s, ce qui correspond à une distance de Hubble de 21,9 ± 1,5 Mpc (∼71,4 millions d'al).
À ce jour, une dizaine de mesures non basées sur le décalage vers le rouge (redshift) donnent une distance de 22,770 ± 10,106 Mpc (∼74,3 millions d'al), ce qui est à l'intérieur des valeurs de la distance de Hubble.
NGC 1332 présente une large raie HI.

## Supernova
La supernova SN 1982E a été découverte dans NGC 1332 le 29 mars 1982 par l'astronome chilienne Marina Wischnjewsky de l'université de Santiago. Le type de cette supernova n'a pas été déterminé.

## Groupe de NGC 1395 et l'amas de l'Éridan

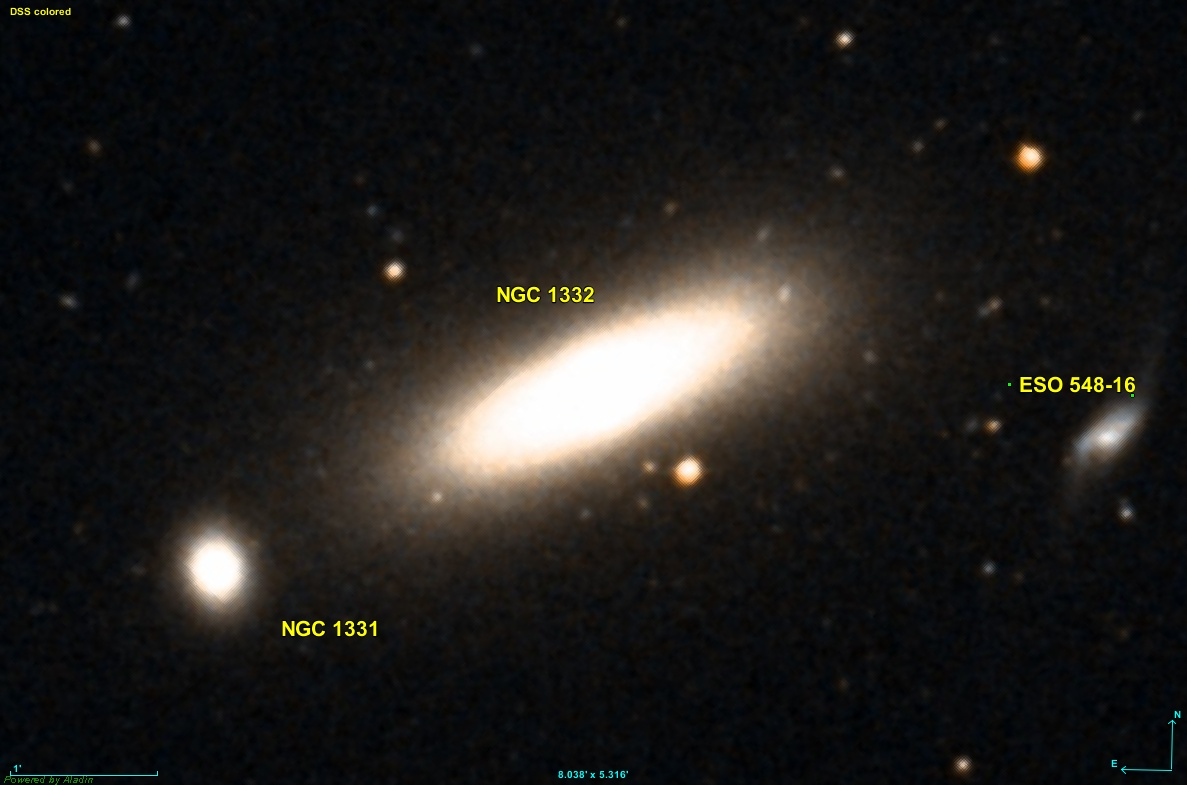
Image de la NGC 1332 créée à l'aide du logiciel Aladin Sky Atlas du Centre de Données astronomiques de Strasbourg et des données de DSS (Digitized Sky Survey).

NGC 1332 fait partie du groupe de NGC 1395. Ce groupe fait partie de l'amas de l'Éridan et il comprend au moins 31 galaxies, dont NGC 1315, NGC 1325, NGC 1331, NGC 1347, NGC 1353, NGC 1371, NGC 1377, NGC 1385, NGC 1395, NGC 1401, NGC 1414, NGC 1415, NGC 1422, NGC 1426, NGC 1438, NGC 1439, IC 1952, IC 1953 et IC 1962.